# Liste de villes du Guyana
 (septembre 2022).
Si vous disposez d'ouvrages ou d'articles de référence ou si vous connaissez des sites web de qualité traitant du thème abordé ici, merci de compléter l'article en donnant les références utiles à sa vérifiabilité et en les liant à la section « Notes et références ».
Cet article présente la liste des villes du Guyana.

## Villes du Guyana classées par population

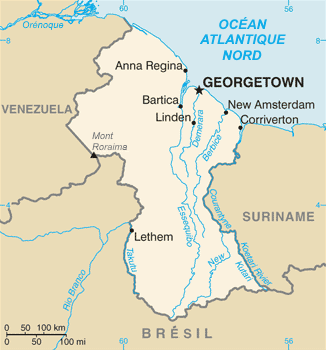
Carte du Guyana.

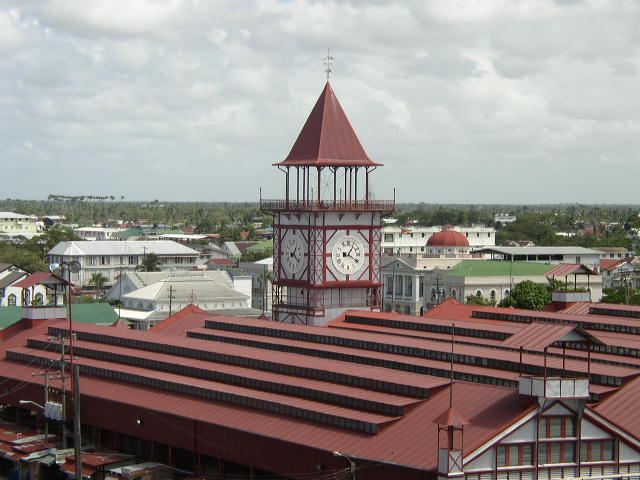
Georgetown.

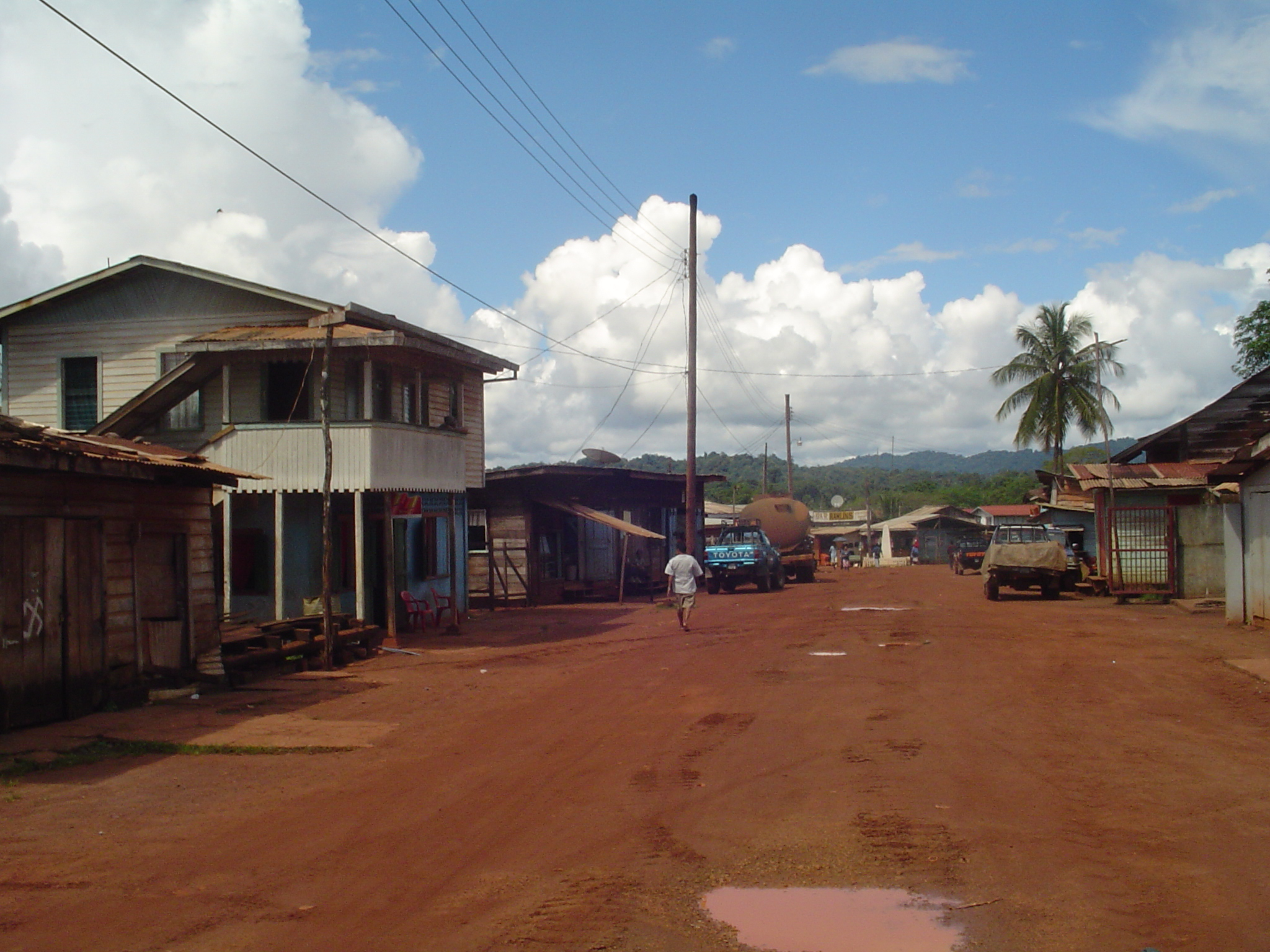
Mahdia.

| Ville                  | Population | Population | Région                               |
| Ville                  | Rec. 1970  | Est. 2005  | Région                               |
| ---------------------- | ---------- | ---------- | ------------------------------------ |
| Georgetown             | 63 184     | 134 599    | Demerara-Mahaica                     |
| Linden                 | 23 956     | 29 521     | Haut-Demerara-Berbice                |
| Nouvelle-Amsterdam     | 17 782     | 17 526     | Berbice oriental-Courantyne          |
| Corriverton            | 10 502     | 13 079     | Berbice oriental-Courantyne          |
| Rose Hall              | -          | 6 460      | Berbice oriental-Courantyne          |
| Skeldon                | -          | 5 859      | Berbice oriental-Courantyne          |
| Rosignol               | 2 001      | 5 782      | Mahaica-Berbice                      |
| Mahaica                | 6 967      | 4 867      | Demerara-Mahaica                     |
| Ituni                  | -          | 4 567      | Haut-Demerara-Berbice                |
| Paradise               | -          | 3 785      | Demerara-Mahaica                     |
| Queenstown             | 1 211      | 3 206      | Pomeroon-Supenaam                    |
| Charity (en)           | 1 175      | 3 111      | Pomeroon-Supenaam                    |
| Vreed en Hoop          | 3 054      | 3 073      | Îles d'Essequibo-Demerara occidental |
| Anna Regina            | 1 124      | 2 976      | Pomeroon-Supenaam                    |
| Danielstown (en)       | 900        | 2 383      | Pomeroon-Supenaam                    |
| Fort Wellington (en)   | -          | 2 253      | Mahaica-Berbice                      |
| Kumaka (en)            | -          | 2 170      | Berbice oriental-Courantyne          |
| Mahaicony Village (en) | 4 665      | 2 130      | Mahaica-Berbice                      |
| Lethem                 | 645        | 1 708      | Haut-Takutu-Haut-Essequibo           |
| Bartica                | 4 087      | 1 651      | Cuyuni-Mazaruni                      |
| Parika                 | 1 101      | 1 094      | Îles d'Essequibo-Demerara occidental |
| Mabaruma               | 391        | 1 035      | Barima-Waini                         |
| Mahdia                 | 147        | 1 014      | Potaro-Siparuni                      |